# ОШ „Миша Живановић” Средњево
ОШ „Миша Живановић” у Средњеву, насељеном месту на територији општине Велико Градиште, државна је установа основног образовања.

## Историјат школе
Прва школа у селу отворена је 1876. године, на иницијативу свештеника Вујице Рајчића. У новосаграђену школу нису долазила само деца из Средњева него и из оближњих села: Чешљеве Баре, Гарева, Камијева и из неких села из околине Кучева. Након шест година, 1882. године, мештани су подигли другу школу, на плацу некога Недељка, од кога води порекло данашња фамилија Недељковић. Та четворогодишња школа се састојала од пет одељења, од којих су два била учионице. Занимљива је  чињеница да су тада почела да се школују и женска чељад. Већ 1928. године, учитељ Бора Јанковић потпомаже мештанима да оснују прву читаоницу и библиотеку у школи. У исто време оснива се и Позоришно аматерско друштво, чији су чланови припремали многе драмске комаде и изводили их на сеоским приредбама.
Крајем 1958. године, школа прераста у шестогодишњу и у њу иду ученици из Царевца, Камијева и Средњева. Када је 1960. године школа прерасла у осмогодишњу, учитељи почињу да користе две просторије у дому, а настава су изводили у две смене. Коначно, 1963. године почиње доградња школске зграде са пет учионица, ходником и једном канцеларијом.

## Школа данас
Основна школа „Миша Живановић” је матична школа, карактеристична је по томе што је доста разуђена, има девет истурених одељења и то су: Макце, Дољашница, Чешљева Бара, Гарево, Царевац (2 одељења), Камијево, Десине (2 одељења), Печаница и Љубиње.
Школска зграда матичне школе је руинирана и осећа се недостатак простора. Недалеко од ње гради се нова школа, која је засад још у изградњи.